# Emilio Mauri (pittore)
Emilio Giacinto Mauri (La Guaira, 9 marzo 1855 – Caracas, 18 febbraio 1908) è stato un pittore venezuelano.
Era specializzato in ritratti, in gran parte a tema storico.

## Biografia

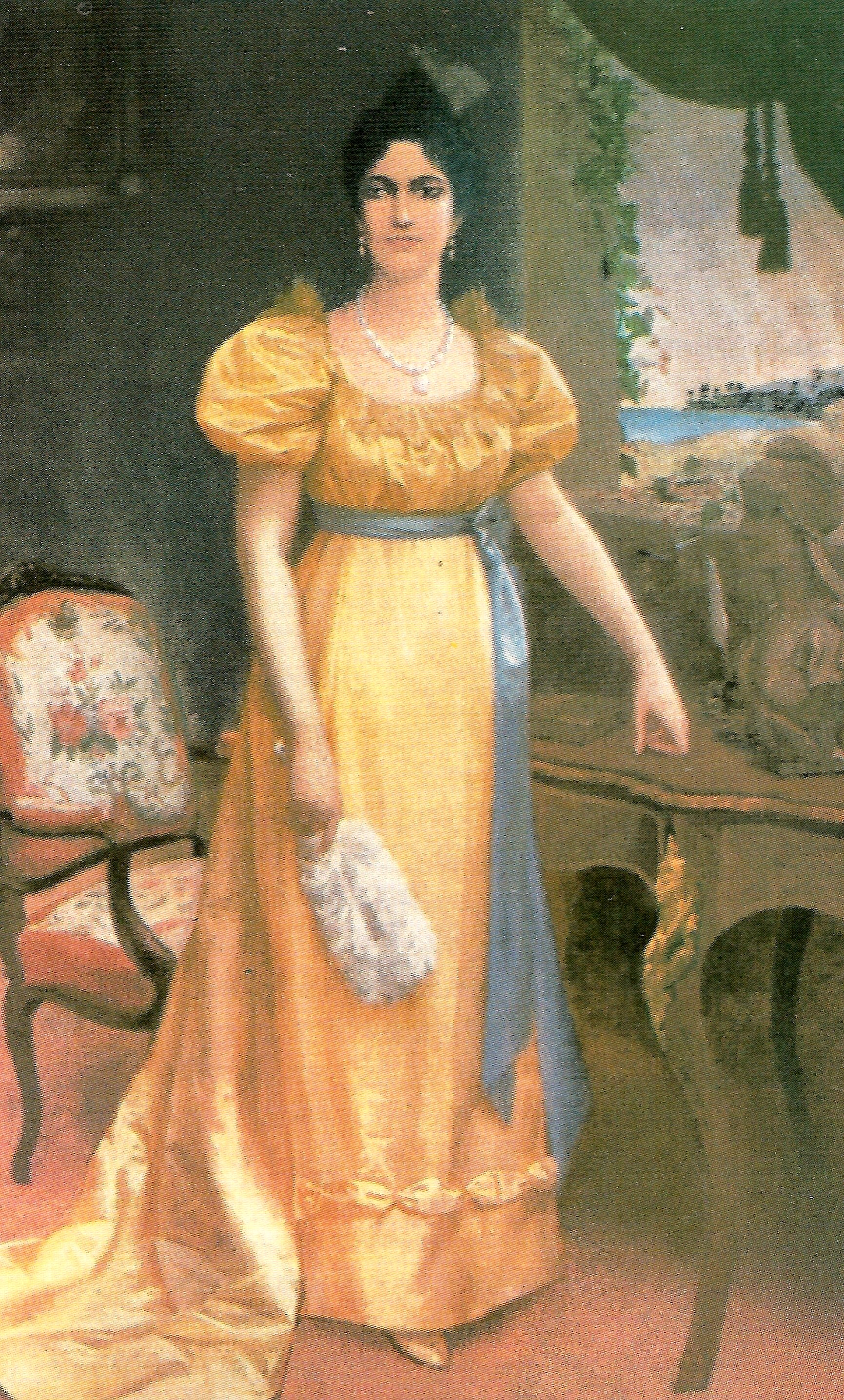
Luisa Cáceres de Arismendi (1899)

Figlio di padre spagnolo e di madre francese, dopo il 1861 visse con la famiglia a Nantes, dove iniziò la sua educazione presso la locale scuola dei gesuiti. Inizialmente pensò di seguire la professione medica e lavorò nell'ospedale locale, ma alla fine decise invece di dedicarsi alla pittura.
Quando raggiunse la maggiore età si trasferì a Parigi, iscrivendosi all'École nationale supérieure des beaux-arts, ove studiò con Jean-Léon Gérôme,
 quindi si trasferì presso l'Académie Julian per studiare con Jean-Paul Laurens. Ricevette anche lezioni private nell'atelier di Jacques Clément Wagrez. In questo periodo ricevette una "Menzione onorevole" per un'esposizione al Salon. Più tardi ricevette un incarico dal Ministero francese della Pubblica Istruzione per il restauro degli affreschi del palazzo del Marchese di Saint Paul.
Nel 1874, su invito del Presidente Antonio Guzmán Blanco, tornò nel suo paese natale per partecipare alle riforme culturali i. Nel 1883 partecipò alla "Exposición Nacional de Venezuela", che celebrava il centesimo anniversario della nascita di Simón Bolívar, vincendo una medaglia di bronzo. Nel 1884, grazie ai risultati della sua attività a Parigi, ottenne l'incarico del restauro della  Chiesa di Nostra Signora della Mercede di Caracas.
Tre anni dopo fu nominato Direttore della Nuova Accademia delle Belle Arti di Caracas, impostata sull'omologa francese, incarico che mantenne fino alla morte. Nel 1893, espose numerosi suoi dipinti alla Fiera Colombiana di Chicago. 
Il suo ritratto più famoso è probabilmente quello di Luisa Cáceres de Arismendi, dipinto nel 1899 in occasione del centesimo anniversario della nascita. Esso è esposto presso il Palazzo Legislativo Federale ed è stato riprodotto su parecchi francobolli e banconote venezuelane. Altri noti ritratti sono quelli dei generali Francisco de Miranda e Joaquín Crespo.